# 392 (tal)
392 är det naturliga talet som följer 391 och som följs av 393.

## Inom vetenskapen
- 392 Wilhelmina, en asteroid.

## Inom matematiken
- 392 är ett jämnt tal
- 392 är ett sammansatt tal
- 392 är ett ymnigt tal
- 392 är ett Akillestal